# Чемпіонат Кірибаті з футболу
Чемпіонат Кірибаті Самоа (офіційна назва — Національний чемпіонат Кірибаті) (англ. Kiribati National Championship) — змагання з футболу з-поміж клубів Кірибаті, в ході якого визначається чемпіон країни й представники міжнародних клубних змагань. Проходить під егідою Футбольної федерації Кірибаті. Асоціація та національний чемпіонат базуються в столиці, Південній Тараві. Змагання об’єднують лише 23 тимчасові збірні команди, розділені між 4-ма групами (по одній збірній команді на кожному острові, дві збірні команди на Табітеуеа та 3 команди на Тараві), які виступають під час Те Рунги, Національних ігор (проводяться кожні два роки).
Переможець турніру не має місця в Лізі чемпіонів ОФК, оскільки Федерація футболу Кірибаті не зареєстрована у ФІФА а, отже, не є повноправним членом ОФК. Однак ОФК прийняло, що з 2021 року команди з країн, які не входять до конфедерації, можуть відправити команду на кваліфікаційний етап Ліги чемпіонів ОФК.

## Історія
Хоча у період між 1984 і 1999 роками на Кірибаті було проведено декілька національних та регіональних турнірів, лише в 2002 році офіційно було створено Національний чемпіонат. Проте, певні проблеми завадили проведенню змагань у 2003 та 2005 роках, хоча після цього чемпіонат нормалізували. У 2011 році турнір знову перервали, хоча в 2013 році й поновили.

## Переможці та фіналісти
| Temporada | Чемпіона              | Результат      | Віце-чемпіон            |
| --------- | --------------------- | -------------- | ----------------------- |
| 1984      | «Саут Тарава»         | 3-1            | «Абаянг»                |
| 1985-2001 | Невідомо              | Невідомо       | Невідомо                |
| 2002      | «Арорае»              |                |                         |
| 2003      | Не проводився         | Не проводився  | Не проводився           |
| 2004      | «Тарава Урбан Кансил» | 2-1            | «Бетіо Таун Кансил»     |
| 2005      | Не проводився         | Не проводився  | Не проводився           |
| 2006      | «Бетіо Таун Кансил»   | 3-1            | «Тарава Урбан Кансил 1» |
| 2007      | Не проводився         | Не проводився  | Не проводився           |
| 2008      | Невідомо              | Невідомо       | Невідомо                |
| 2009      | «Бетіо Таун Кансил»   |                |                         |
| 2010      | «Макін»               | 1-1 (pen. 4-1) | «Маракей»               |
| 2011-12   | Не проводився         | Не проводився  | Не проводився           |
| 2013      | «Макін»               | 4-0            | «Бутарітарі»            |
| 2014      | Невідомо              | Невідомо       | Невідомо                |
| 2015-16   | Не проводився         | Не проводився  | Не проводився           |
| 2017      | «Нонуті»              | 2-0            | «Аранука»               |
| 2018      | Не проводився         | Не проводився  | Не проводився           |
| 2019      | «Бетіо Таун Кансил»   | 3-2            | «Тарава Урбан Кансил»   |
| 2020-22   | Не проводився         | Не проводився  | Не проводився           |
| 2023      | «Бетіо Таун Кансил»   | 3-2            | «Тарава Урбан Кансил»   |

## Титули по клубах
| Команда               | Титулів | Чемпіонські роки |
| --------------------- | ------- | ---------------- |
| «Бетіо Таун Кансил»   | 3       | 2006, 2009, 2019 |
| «Макін»               | 2       | 2010, 2013       |
| «Арорае»              | 1       | 2002             |
| «Тарава Урбан Кансил» | 1       | 2004             |
| «Нонуті»              | 1       | 2017             |

## Найкращі бомбардири
| Сезон | Футболіст       | Команда             | Голи |
| 2004  | Атііно Бараніко | «Бетіо Таун Кансил» | 15   |
| 2006  | Бебе Туреяа     | «Бетіо Таун Кансил» |      |